# 纳米比亚白人

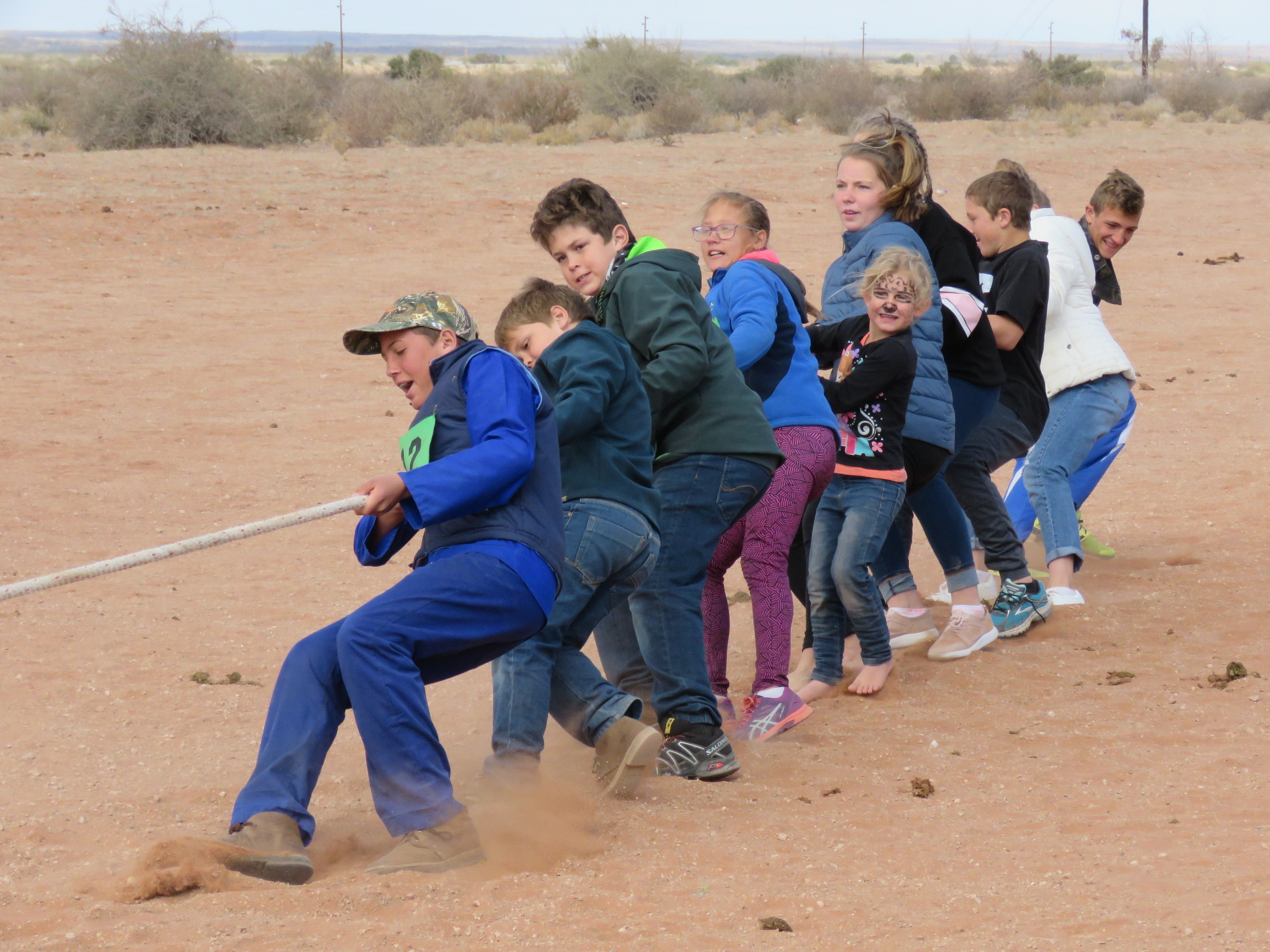
正在参加南部非洲传统布尔运动会拔河比赛的纳米比亚白人儿童。

纳米比亚白人（英語：White Namibians，德語： 或 ）是定居在纳米比亚的欧洲裔族群。大多数纳米比亚白人是荷兰裔阿非利卡人，他们一般出身当地或是南非白人的后裔；另有少部分是19世纪德国殖民者的后裔，即德裔納米比亞人；也有部分白人是来自英国或葡萄牙的移民。由于纳米比亚政府不收集国内种族人口的数据，纳米比亚白人的准确数量不得而知，据2016年的估计，纳米比亚白人总数大约在75,000到150,000人之间。

## 历史
在欧洲人殖民纳米比亚地区前，当地以散居各地的班图人、霍屯督人和布须曼人为主。第一个有史可查的踏足纳米比亚土地的欧洲人是葡萄牙探险家迪奥戈·康。1487年，葡萄牙航海家、探险家巴尔托洛梅乌·迪亚士抵达纳米比亚。但由于纳米比亚的海岸以沙漠为主，欧洲迟至19世纪才开始殖民该地区。
1874年—1881年间，部分南非荷兰人通过多斯兰跋涉移民到了纳米比亚地区。1884年，德国将该地区纳入殖民地，称为德属西南非洲。在殖民期间，有一部分德国人移民到了这里，给纳米比亚带去了德国的文化传统。随着第一次世界大战中德国对西南非洲失去控制，纳米比亚地区成为英国殖民地南非联邦的托管地。1975年，随着安哥拉内战的爆发，有一部分葡裔安哥拉人逃到邻国纳米比亚的境内。南非管理西南非洲时期，由于实行了严格的种族隔离政策，白人在当地拥有高度特权。
纳米比亚独立后，白人在经济上仍有较高的地位。尽管纳米比亚进行了土地改革，但仍有大约4,000名商业土地所有者（以白人为主）拥有全国约50%的耕地。根据联合国粮农组织的数据，在1990年纳米比亚独立时，全国约42%的土地归白人所有。

## 分布
大多数纳米比亚白人居住在纳米比亚中部或南部的主要城镇，纳米比亚白人最多的城市是首都温得和克，沿海城市斯瓦科普蒙德有较多的白人，而其他诸如鲸湾港和吕德里茨等沿海城市也有一些大型的白人社区。总体上看，温得和克及其以南的地区白人的比例较高，而纳米比亚中部则以黑人居多，另外，位于纳米比亚中北部的奧喬宗朱帕區部分城镇（如奧奇瓦龍戈、楚梅布和赫魯特方丹）也分布有一些白人社区。根据1981年南非对当时在其治下的西南非洲的人口普查数据，纳米比亚白人共有76,430人，其中71%为荷兰裔，17%为德裔。

## 人口历年统计
下表列出纳米比亚各年份的白人人口与其总人口占比，其中标*号的数据为估计值：
| 政权             | 年份 | 白人人口       | 总人口     | 白人占比 |
| ---------------- | ---- | -------------- | ---------- | -------- |
| 南非托管西南非洲 | 1918 | 13,400         |            |          |
| 南非托管西南非洲 | 1919 | 6,700          |            |          |
| 南非托管西南非洲 | 1921 | 19,432         | 228,910    | 8%       |
| 南非托管西南非洲 | 1933 | 10,000         |            |          |
| 南非托管西南非洲 | 1958 | 66,000         | 561,854    | 12%      |
| 南非托管西南非洲 | 1965 | 68,000         | 670,981    | 10%      |
| 南非托管西南非洲 | 1981 | 76,430         | 1,033,196  | 7%       |
| 纳米比亚共和国   | 1998 | 48,000         | 1,650,000* | 4.7%     |
| 纳米比亚共和国   | 2011 | 75,000—150,000 | 2,113,077  | 4–7%     |